# Конвенто (Кампобасо)
Конвенто је насеље у Италији у округу Кампобасо, региону Молизе.
Према процени из 2011. у насељу је живело 69 становника. Насеље се налази на надморској висини од 734 м.